# Misumena citreoides
Misumena citreoides es una especie de araña del género Misumena, familia Thomisidae.

## Distribución
Esta especie se encuentra en Guyana y Guayana Francesa.